# Вејверли (Ајова)
Вејверли (енгл. Waverly) град је у америчкој савезној држави Ајова. По попису становништва из 2010. у њему је живело 9.874 становника.

## Демографија
Према попису становништва из 2010. у граду је живело 9.874 становника, што је 906 (10,1%) становника више него 2000. године.
| Група             | 2000.         | 2010.         |
| Белци             | 8.681 (96,8%) | 9.335 (94,5%) |
| Афроамериканци    | 94 (1,0%)     | 165 (1,7%)    |
| Азијати           | 78 (0,9%)     | 122 (1,2%)    |
| Хиспаноамериканци | 55 (0,6%)     | 132 (1,3%)    |
| Укупно            | 8.968         | 9.874         |